# Bruchaphodius ovalipennis
Bruchaphodius ovalipennis är en skalbaggsart som beskrevs av Edgar von Harold 1871. Bruchaphodius ovalipennis ingår i släktet Bruchaphodius och familjen Aphodiidae. Inga underarter finns listade.